# سلسلة (تصوف)

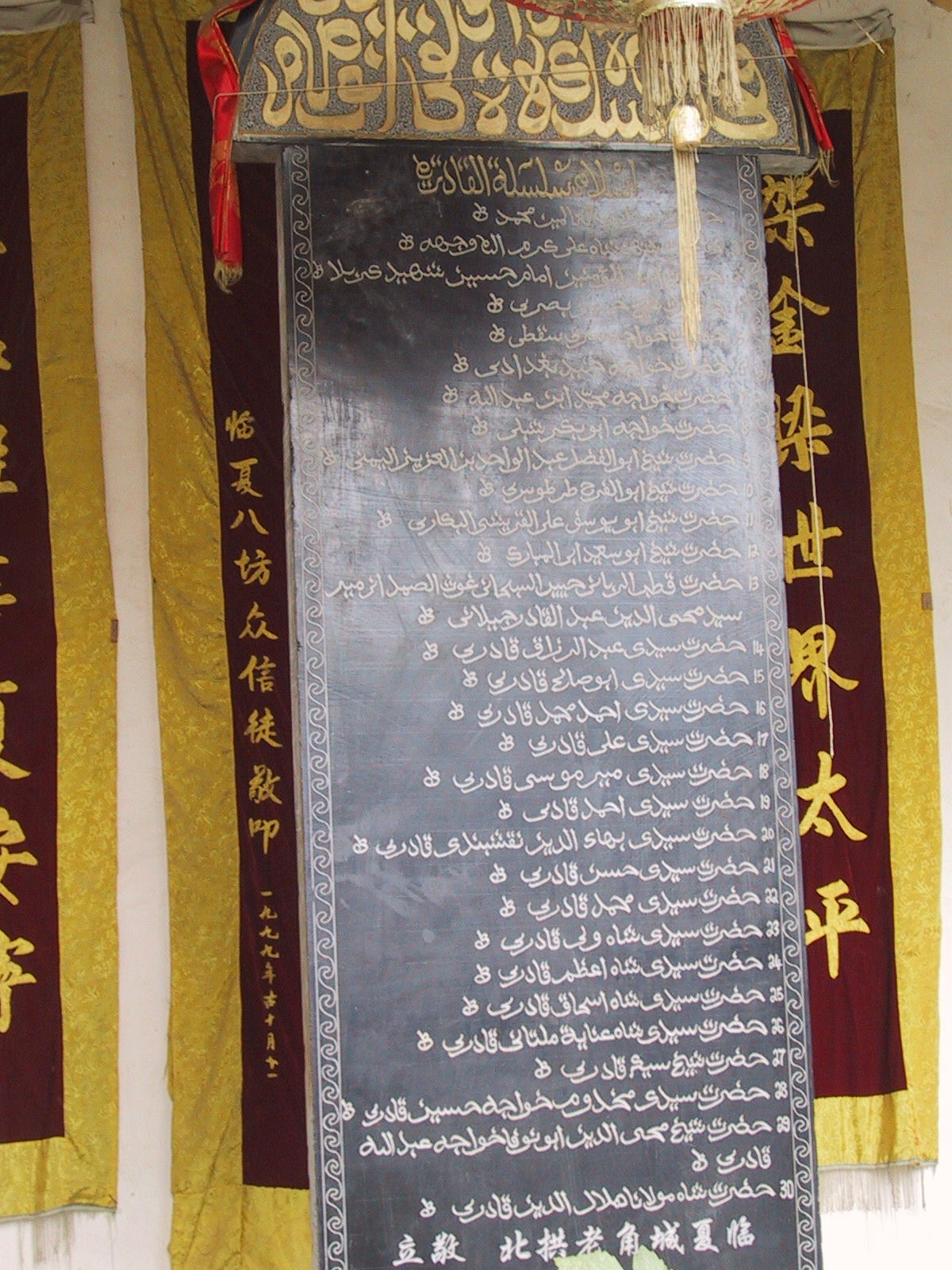
ولوح السلسلة في يو بابا قونغبى في مدينة ينكشيا

السلسلة في التصوف هي وسيلة نسب لوصف السلسلة النسب الروحية المستمرة التي تربط بين الفرق الصوفية عبر شيوخها في سلالة تتصل بالنبي محمد وصحبه. هي بمثابة سلسلة نسب روحية.

## أهمية السلسلة
للسلسلة الصوفية أهمية خاصة عند الصوفية، لأنها تصل نفس المريد بنفس رسول الله من خلال سلسلة المشايخ الآخذين البيعة أو العهد الصوفي بالتسلسل إلى أن تنتهي إلى رسول الله، فتحمي المريد من دسائس نفسه وتنير قلبه وحسه ووهمه وخياله وتعصمه من إبليس وتكون بمثابة ظهير وسند له، يقول صاحب الروض الأنيق: وأما الشيخ الكامل هو من كمل على يد شيخ كامل، وشيخه كمل على يد شيخه كامل. وهكذا إلى رسول الله (صلى الله عليه وسلم) فيكون من أهل السلسلة.
والمريد إذا أخذ عن شيخ كامل فيه الأوصاف المذكورة آنفا يعنى أشياخ كمّل إلى رسول الله (صلى الله عليه وسلم) متى قال يا شيخي تهتز السلسلة إلى رسول الله (صلّى الله عليه وسلّم) وتمده رجالها وتأخذ بيده عند الشدائد والأهوال في سلوك الطريق وغيره. وإن أخذ عن شيخ لم تتوفر فيه الشروط المذكورة لم يكن من أهل السلسلة بل هو مقطوع لا يجئ منه شيء، وإلى ذلك أشار سيدي القطب الحقيقي السيد مصطفى البكرى حيث قال:
متى يحرك المريد السلسلة... تأتي إليه من رجالها الصلة
ومن بغير وصلة يحرك... ما نال شيئا وعليه الدرك.

## أهمية تاريخية
كل طريقة صوفية تتبع سلسلة. نشأت السلسلة مع بدء الفرق الصوفية التي تعود إلى النبي محمد. تتبع معظم السيلسلات نسبهم إلى ابن عمه وصهره علي بن أبي طالب مثل القادرية والشيشتية والنوربخشية والسهروردية. ومع ذلك، فإن السيلسيلات الأخرى تدين بأسلافها إلى الخلفاء الآخرين مثل ترتيب النقشبندية في جنوب آسيا عبر الخليفة أبو بكر.
في القرون القديمة، لم يكن لدى الجزيرة العربية مدارس للتعليم النظامي. كان يحضر الطلاب إلى معلميهم لتلقي العلم منهم. عند الانتهاء من دراستهم، حصلوا على إجازة (إذن) الذي كانت بمثابة شهادة تثبت تعلمهم. بعد ذلك، قام عض الخريجين بدور المعلمين الذي تكون لديهم طلابا. كان كل معلم يعرف بمقدرته عن طريق سرد أسماء معلميه ومعلمي معلميه في ما عف بسلسلة السادة.
«نظريا يمكن للمرء أن لا يحصلون إلا على التعليم في هذه الممارسات (talqîn) من معلم مفوض من طريقتنا، وفقط بعد أن تعهد نذر الطاعة (البيعة) لهذا الشيخ. يعطي الشيخ تلاميذه الإذن (الإجازة) لممارسة التريقة: يجوز له أيضًا أن يأذن لأحدهم أو أكثر لتعليمهم للآخرين، أي تعيينهم كخليفة له. بهذه الطريقة، قد تنشأ شبكة من المعلمين مرتبة بشكل هرمي. يمكن لكل شيخ إظهار سلسلة من السلطات لل tarekat يعلمه، silsila له أو الأنساب الروحية. عادةً ما تعود silsila من معلم المرء إلى النبي، الذي يدعي جميع tarekats أنه نشأ على الرغم من أن هناك تعديلات على طول الطريق. silsila الصوفي هو شارة هويته ومصدر الشرعية. إنه يوفر له قائمة بالأسلاف اللامعين ويوضح مدى ارتباطه بالصوفيين الآخرين.» 
يمكن للسلسلة أن تكون حول معرفة جزئية أوعن طريق كتاب. جميع حفظة القرآن، المحدثين (رواة الأحاديث)، والقراء (تلاوة القرآن الكريم بلهجة ونطق وتجود صحيح) يتبعون سلسلة من المعلمين ذوي مصداقية تربطهم بالنبي الإسلامي محمد.

## سلسلة الأسانيد
بالنسبة للمسلمين، تعد سلسلة الأسانيد وسيلة مهمة للتأكد من صحة أحاديث محمد (المعروف أيضًا باسم الحديث). ترتبط سلسلة الأسانيد بسلسلة من الأشخاص الذين سمعوا وكرروا قول محمد على مر الأجيال، حتى تم تدوين الحديث، تسمى عامية بالعنعنة (مثل قال علي بن أبي طالب عن عائشة قالت عن النبي محمد أنه قال...). تظهر فكرة مماثلة في الصوفية فيما يتعلق بنسب وتعاليم المرشدين والطلاب الصوفيين. وتسمى هذه السلسلة من المعلمين بالـ «سلسلة». محور السلسلة مثل الأسانيد هو تتبع نسب فرقة صوفية إلى محمد من خلال رفاقه: علي بن أبي طالب (الرابط الرئيسي بين الأوامر الصوفية ومحمد)، وأبو بكر، وعمر (ثلاثة من الأربعة الخلفاء الراشدين) وسلمان الفارسي. عندما يمكن تتبع طلب صوفي إلى محمد من خلال أحد الصحابة المذكورين أعلاه، يُطلق على النسب اسم «سلسلة الذهبية». في التاريخ الإسلامي المبكر، كان الذهب مرغوبا للغاية وكان يستخدم للعملة لإظهار الثروة والقوة، ولأغراض علمية بما في ذلك الطب. وبالتالي، كان الذهب أكثر السلع المرغوبة في العالم المادي، تمامًا مثل السلسلة الذهبية هي أكثر سلعة مطلوبة من طلبة الصوفية.
عندما بدأت الصوفية في القرن الثاني للإسلام، وفقًا لبعض الخبراء، كان اختيارًا فرديًا. فالعديد من الصوفيين كانوا يهدفون إلى أن يكونوا أكثر شبهاً بمحمد من خلال أن يصبحوا زاهدين وأن يركزوا حياتهم بالكامل على الله أكثر من الصلوات الخمس اليومية والممارسات الدينية المقررة. وغالبًا ما شمل ذلك انفراد الشخص عن المجتمع وغيره من الأشخاص بشكل عام. مع تحول الصوفية إلى حركة أكبر في الإسلام، بدأ الصوفيون في التجمع معًا. هذه المجموعات (المعروفة أيضًا باسم الفرق) كانت تستند إلى سيد مشترك. ثم بدأ هذا المعلم المشترك النسب الروحي، وهو صلة بين الرهبانية الصوفية التي يوجد فيها تراث روحي مشترك قائم على تعاليم السيد (أي، «المسار» أو «الطريقة») تسمى طريققة. مع تزايد عدد الفرق الصوفية، نشأت الحاجة لشرعنة الفرق لإثبات أنها تتبع تعاليم محمد مباشرة؛ وبالتالي فكرة سلسله الذهب. إذا كانت الطريقة الصوفية قادرة على تتبع مريديها لإثبات نسبه إلى واحد من الخلفاء الثلاثة الرئيسيين (وخاصة علي بن أبي طالب) الذين يقدمون رابطًا مباشرًا لمحمد (بسبب وضعه المرافق) يعتبر بارًا ويتبع تعاليم محمد مباشرة. في امتلاك السلسلة الذهبية، يمكن للفرقة الصوفية أن تؤسس نظامها بشكل بارز في العالم الباطني.

## مصطلح شيعي
يستخدمه الشيعة بشكل اصطلاحي ليعني النسب لسادة أصيلة.

## الصين
بين المسلمين الصينيين، تطور مفهوم السلسلة إلى مفهوم منهوان (门 宦): فرقة صوفية على الطريقة الصينية يتتبع زعماؤه سلسلة نسب تعود إلى مؤسس الأمر في الصين (على سبيل المثال، ما ليتشي أو ما مينغجن) وما بعده، نحو أساتذتهم من الجزيرة العربية.

## أندونيسيا
يستخدم المصطلح كعنوان لأنساب العائلة المالكة والسجلات العائلية للحكام في قصور جافا.

## روابط خارجية
- Silsila والجائزة اليومية من Naksibendi الصوفية النظام
- Tariqah-e-Maizbhandaria، Silsilah of Maizbhandari Order، Bangladesh
- القادري الدولي Tariqah: Silsilah من الأمر القادري